# Jan Micka
Pour les articles homonymes, voir Micka.
Jan Micka (se prononce : [ˈjan ˈmɪtska] ; né le 15 janvier 1995 à Prague) est un nageur tchèque, spécialiste des longues distances. Il détient les records nationaux du 800 m et du 1 500 m.